# Gertrudis Galí i Mallofré
Gertrudis Galí i Mallofré (Terrassa, 27 de desembre de 1912 - París, 11 de febrer de 1998) fou una escultora catalana, dedicada també al dibuix, la pintura, el gravat i el tapís, que s'exilià a França. De família benestant, fou la tercera de set germans, dels quals en van sobreviure sis. A casa li deien Tuietes. Casada el 22 de març de 1940 amb el pintor i gravador Manuel Viusà i Camps, va tenir quatre fills.

## Biografia
Gertrudis Galí, formada a la Llotja de Barcelona en plena eufòria republicana, acabà dedicant-se a l'escultura: a un tipus d'escultura iniciada a París i sobre el que experimentaria contínuament. Començà en el dibuix i la pintura en els difícils anys de la postguerra retratant famílies benestants de Terrassa, on s'havien instal·lat ella i el seu marit, Manuel Viusà, fugint de Barcelona a causa del seu compromís polític.
A Canet Plage, al Rosselló (Catalunya nord), on s'exiliaren el 1948, les seves mans començaren a treballar el fang, i feia petites escultures i rajoles en terracuita que Manuel Viusà s'encarregava de pintar i enfornar. D'aquells anys són algunes escultures sobre temes mitològics femenins, realitzats preferentment en marbre, segons una factura noucentista. Iconogràficament predominen les figures femenines de robustes proporcions i destacat aire clàssic. És interessant veure com feminitzà certs temes: una maternitat amb nena, un trio de corda, etc.
Arribats a París el 1956, començà a treballar el metall. Superposava, soldava i reblava planxes de diferents metalls molt primes i retallades. Ella, com Gargallo, topà amb el problema de la fosa en bronze, pel seu elevat cost econòmic, i experimentà noves maneres de treballar el metall. Emprà la tècnica anomenada electroforming. Al cap de poc en provà una altra que li permetia controlar més les formes aplicant directament, sobre l'ànima de filferro, la barreta de bronze i dirigint-li el foc amb el bufador. Hi incorporava llimadures metàl·liques que, amb la flama, generaven les formes. Aquest treball li proporcionva una gran espontaneïtat creativa i, alhora, la textura rugosa resultant simulava la petjada del pas del temps: textura que pot recordar la de les figures estàtiques i aïllades d'Albert Giacometti. Tanmateix a les de Gertrudis Galí prima el moviment i la interrelació, la vida. Amb el pas dels anys utilitzà resines: reomplia l'ànima de la peça amb papers, ho embolcallava tot amb fibra de vidre i hi aplicava capes de resina empolvorant-ho de ferralla que s'hi quedava enganxada. Així aconseguia escultures de poc pes i d'aparença metàl·lica. Sempre aconseguí donar sensació de moviment encara que utilitzés materials pesants.
La figura humana, especialment la femenina, fou la gran protagonista de les seves obres. Sovint els seus títols al·ludien a la naturalesa, cosa que accentuava la sensació de moviment. Aquesta preferència per la figura femenina podria ser una estratègia per al·ludir a la pàtria, sempre femenina: estratègia utilitzada sovint pel seu espòs a les seves pintures.
Aquest difícil modelatge de la matèria pot entendre’s com a metàfora de la dura realitat que li va tocar viure en els llargs anys de l'exili: una realitat que ella intentava canviar amb molts esforços. Així ho feia amb l'escultura fins a aconseguir, a base de simplificacions de formes i d'actituds, unes figures tan elegants que semblen pertànyer a un altre món, a una realitat somniada o desitjada.
Fou una polifacètica artista dedicada al dibuix, a la pintura, al gravat, al tapís i especialment a l'escultura. En els tapissos representà temes mitològics d'especial protagonisme femení que explicava mitjançant llargs títols: unes històries que podien al·ludir a la seva pròpia trajectòria vital. Amb el seu marit compartí llurs grans passions: la família –van tenir 4 fills i mai deixà la seva dedicació artística-, l'art –malgrat les penúries econòmiques que els va tocar viure- i el compromís amb el catalanisme més radical. Mai van poder tornar a la seva estimada Catalunya, es van haver de quedar a l'exili, entre París i Andorra.